# 신황제를 위하여
"신황제를 위하여"는 2020년에 개봉한 대한민국의 영화이다.

## 캐스팅
- 서준영 : 신황제 역 - 본작의 주인공. 학창시절 전설의 레전드로 불리던 싸움꾼.
- 송민경 : 주서연 / 미란 역 - 본작의 여주인공.
- 금광산 : 마성원 역 - 인간말종 1. 본작의 만악의 근원이자 최종 보스. 화양리파 회장.
- 남승민 : 조태화 역 - 본작의 서브 주인공. 신황제의 친구.
- 박태진 : 송추식 역 - 인간말종 2. 본작의 중간 보스. 마성원의 오른팔이자 화양리파 행동대장.
- 한창헌 : 영환 역
- 유문치 : 진호 역
- 김세희 : 안소영 역
- 이서현 : 송송이 역
- 이현아 : 김말숙 역
- 한민하 : 이보미 역
- 오지성 : 조직원1 역
- 김종주 : 조직원2 역
- 박원호 : 조직원3 역
- 윤준호 : 화양리파1 역
- 황성웅 : 화양리파2 역
- 오정환 : 강간미수남 역
- 노경덕 : 창식 역
- 김지호 : 친구1 역
- 서세명 : 주철호 역
- 이상진 : 편의점 알바 역 (촬영부, 단역)
- 윤진슬 : 보도방 경리 역